# Fluellite
La fluellite è un minerale. Il nome deriva dalla sua composizione chimica fluate of alumine (francese).
Fu descritto per la prima volta nel 1824.

## Abito cristallino
Bipiramidale.

## Origine e giacitura
La fluellite si trova in alcune pegmatiti o in vene di quarzo, insieme ad altri fosfati.

## Forma in cui si presenta in natura
I cristalli, incolori, sono tronchi alla base. La loro forma può ricordare quelli dell'anatasio.

## Principali miniere
- Europa: Stenna Gwyn presso Saint Austell (Cornovaglia, in questo ritrovamento, in un primo momento fu scambiata come un semplice fluoruro di alluminio invece che un fluoro-fosfato di alluminio); nelle pegmatiti di Kreuzberg e Hägendorf (Baviera);[2]
  - Italia: Pereta (provincia di Grosseto) trovata come incrostazioni polverulente bianche insieme ad antimonite.[2]
- Resto del mondo: Kazakistan (nelle miniere kazake il minerale è stato trovato in tempi relativamente recenti), nelle pegmatiti del Dakota del Sud e, relativamente abbondante, in alcune miniere dell'Australia.[2]